# Mustalainen (musikverk)
Mustalainen är en komposition av Elemér Szentirmay, publicerad första gången i Ungern 1875. Först efter det andra världskriget lyckades Szentirmay hävda sin rätt till Mustalainen som man tidigare trodde var en ungersk folkmelodi. 
Szentirmay valde att publicera stycket år 1875 som det nionde av tjugo i samlingen Elemér dalai. Melodin är känd på ungerska från textens första rad Csak egy szép lány.
Melodin användes 1878 av Sarasate i Zigeunerweisen. 1913 arrangerade den finske tonsättaren Oskar Merikanto melodin för piano. 1927 skrev Jacob Gade en vals över melodin. I den amerikanska filmen Golden Earrings(en) (1947) förekom melodin som slowfox och sjöngs av Marlene Dietrich.
Melodin användes även i Hasse och Tages revy Gula Hund från 1964. Den förekommer i numret "Folkspillran" där Monica Zetterlund framför den som en introduktion till romernas version av "Du gamla du fria".